# Ère lithique
L'ère lithique, ou période lithique, est une période de la préhistoire du continent américain proposée en 1958 par les archéologues américains Gordon Willey et Philip Phillips (en). Elle fait partie d'un système de subdivision chronologique de la préhistoire des Amériques et de l'histoire précolombienne, qui a été repris au cours de la deuxième moitié du XXe siècle par nombre de leurs collègues américains, en concurrence avec d'autres terminologies régionales. L'avancée des connaissances archéologiques au fil du temps a rendu ce système en partie obsolète.

## Séquence chronologique
Selon ses auteurs, la séquence complète comporte cinq périodes :
- ère lithique (préhistoire)
- ère archaïque, dont ère archaïque de l'Amérique du Nord (préhistoire)
- ère formative (préhistoire)
- ère classique (histoire précolombienne)
- ère post-classique (histoire précolombienne)

Les deux dernières périodes s'appliquent surtout à la Mésoamérique et à l'Amérique andine, où se sont développées plusieurs civilisations successives.

## Définition
La période lithique (parfois aussi appelé période paléo-indienne) est la période la plus ancienne de l'occupation humaine des Amériques. Elle tire son nom des outils de pierre sur éclat (lithic flake en anglais) des industries préhistoriques. Elle s'étend du premier peuplement de l'Amérique jusqu'au début de l'Holocène. Toutes les populations du continent étaient alors des chasseurs-cueilleurs nomades,.
Cette période a été définie à l'origine pour couvrir deux stades d'industrie lithique :
- outils non spécialisés et non standardisés, taillés principalement par percussion directe ou indirecte ;
- outils spécialisés, incluant notamment des lames et des pointes lancéolées, flutées ou non.

## Cultures archéologiques

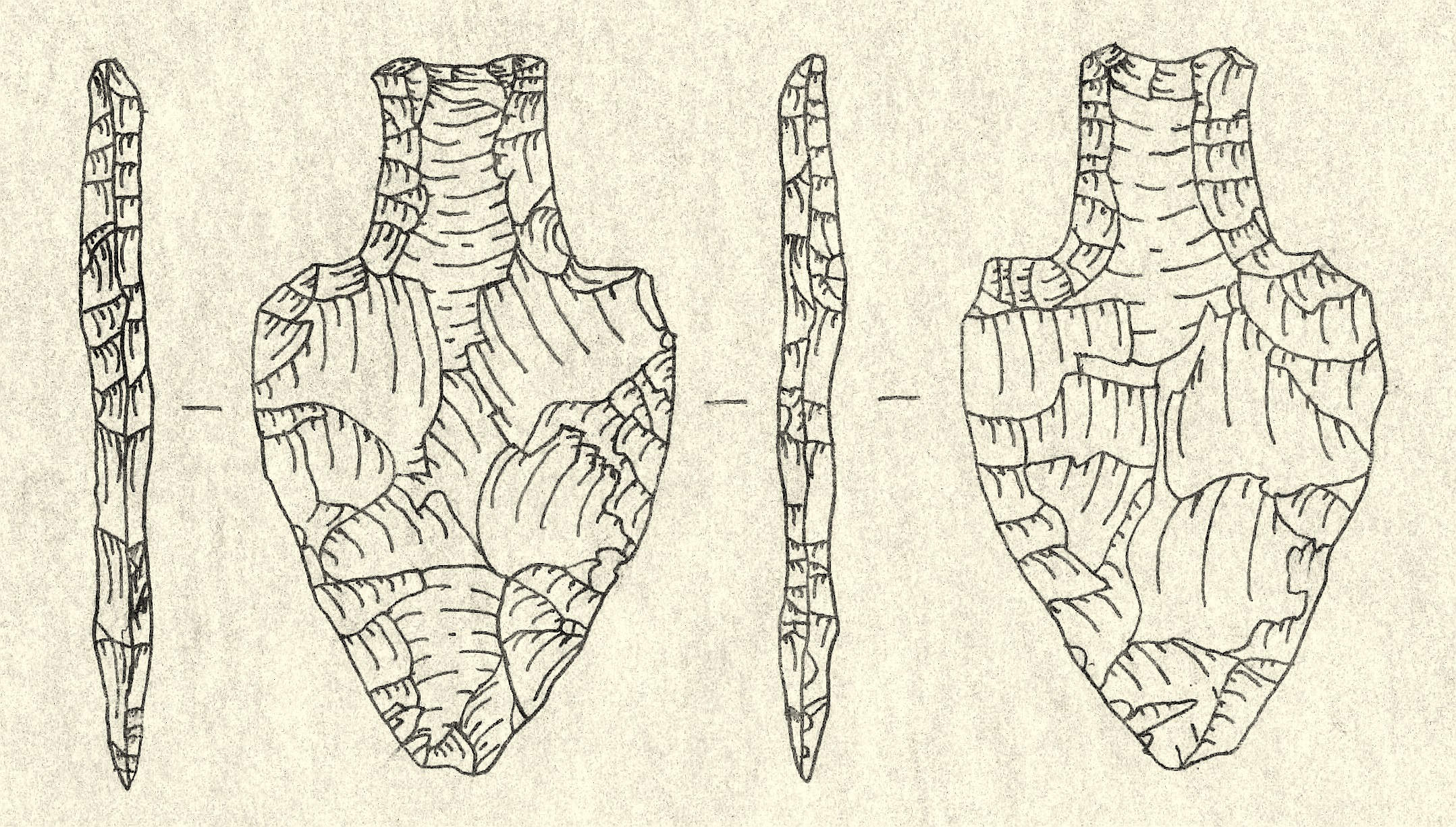
Pointes de pierre en queue de poisson flutées trouvées au Belize

Le continent américain a livré des centaines de sites archéologiques datés du Pléistocène supérieur ou du début de l'Holocène, sur lesquels ont été découverts des milliers d'outils de pierre taillée.
En Amérique du Nord, les cultures archéologiques les plus connues de cette époque sont la culture Clovis et la culture Folsom. L'Amérique centrale a notamment donné la culture des pointes en queue de poisson flutées.

## Fin de la période lithique
La fin de la période lithique varie selon les auteurs et les régions. L'apparition du tissage, de la poterie, des premières expériences de culture de plantes sauvages ou d'élevage d'animaux locaux ont été alternativement proposées comme bornes chronologiques. L'ère archaïque est supposée succéder à l'ère lithique.
En Amérique du Nord (États-Unis et Canada), la période lithique correspond plus ou moins au Paléolithique supérieur de l'Ancien Monde. Pour les autres régions du continent, on trouve des limites chronologiques très variables selon les auteurs.